# Geoff Love (Musiker)
Geoff Love, eigentlich Geoffrey Love ['dʒef(rɪ) 'lʌv] (* 4. September 1917 in Todmorden, West Yorkshire; † 8. Juli 1991 in London) war ein britischer Bandleader, Komponist, Arrangeur und Posaunist. Er veröffentlichte Tonträger meist als Geoff Love & His Orchestra, viele auch als Manuel and the Music of the Mountains. Unter diesem Pseudonym hatte er 1976 einen britischen Nummer-drei-Single-Hit mit seinem Arrangement des Themas aus dem zweiten Satz von Joaquín Rodrigos Concierto de Aranjuez unter dem Titel Rodrigo’s Guitar Concerto de Aranjuez. Love ist einer der bekanntesten und erfolgreichsten britischen Vertreter des Easy Listening. Er erhielt im Laufe seiner Karriere eine Platin-, 15 Goldene und 13 Silberne Schallplatten sowie eine Spezialehrung für 2,5 Millionen verkaufte Tonträger.

## Musikalische Laufbahn

### Aufstieg zum Nummer-eins-Hit-Arrangeur
Geoff Love hatte als Kind Geigenunterricht, verlegte sich jedoch bald auf die Posaune, die er auf Tanzveranstaltungen im Ort spielte. Mit der Band von Jan Ralfini ging er 1936 nach London, wo er von Posaunisten wie George Chisholm und Ellis Jackson lernte. 1937 trat er zum ersten Mal im Rundfunk auf, bei Radio Normandy. Während des Zweiten Weltkriegs diente er im King’s Rifle Corps; nach der Grundausbildung half er, das Regimentsorchester wieder aufzubauen. Nach dem Krieg spielte er als Sessionmusiker unter anderem in einem Orchester der BBC und für Filmmusik, ehe er sich Harry Golds Dixieland-Band Pieces of Eight anschloss, in der Norrie Paramor das Klavier spielte. Zu der Aufnahme Blue Ribbon Gal trug er auch den Gesang bei. Bis 1949 gehörte er der Band an; anschließend arbeitete er von 1950 bis 1955 als Hauskomponist beim Musikverlag Kassner. Zwar spielte er noch Sessions, doch seine Arbeit als Arrangeur war mittlerweile gefragter als seine Posaune.
Für die Fernsehshow On the Town formierte er 1955 sein eigenes Orchester, mit dem er für Hörfunk und Fernsehen tätig wurde. Er komponierte und arrangierte jedoch auch weiter für andere Bands – darunter die Cliff Adams Singers. Er wurde Hausarrangeur verschiedener Plattenlabels: Von Philips über Polydor und PolyGram kam er letztlich zu EMI. Love arrangierte Aufnahmen für die erfolgreichen britischen Künstler der Zeit wie Alma Cogan, Frankie Vaughan und Anne Shelton. Als Arrangeur und Dirigent war er nicht unerheblich an Laurie Londons Nummer-eins-Hit He’s Got the Whole World in His Hands beteiligt. Auch mit Shirley Bassey, Randy Crawford, Marlene Dietrich, Gracie Fields, Connie Francis, Judy Garland, Mel Tormé und vielen anderen Künstlern spielten Love und sein Orchester Aufnahmen ein.

### Laufbahn außerhalb des Tonstudios
Bekannt wurde Geoff Love nicht durch seine Arbeit im Tonstudio. Erst als er in Fernsehshows und Serien auftrat, nahm die britische Öffentlichkeit den Orchesterleiter wahr. So dirigierte er sein Orchester in der Show des Pianisten Russ Conway und zu den Auftritten des Comedian und Sängers Max Bygraves. In Bygraves’ Show trat er auch als Stichwort- und Pointengeber auf. Nach den großen Erfolgen war er 1981 Mitgründer der Young Person’s Concert Foundation, einer Stiftung, die jungen Menschen Orchestermusik nahebringen soll und für die er selbst mit einem Studentenorchester an Schulen in Großbritannien Konzerte gab.

### Erfolge mit Easy-Listening-Aufnahmen
Unter seinem eigenen Namen veröffentlichte Love 1958 eine Coverversion von Pérez Prados Hit Patricia. Er arbeitete mittlerweile mit Norman Newell zusammen, der nach Loves Aussage „hört[e], was Frau Smith in Wigan hören würde.“ Eins der Lieder, das Newell Love vorschlug, war Mikis Theodorakis’ Thema des Films Honeymoon. Als The Honeymoon Song, herausgebracht unter seinem Alter Ego Manuel and the Music of the Mountains, wurde es 1959 Loves erster Hit. Im folgenden Jahr brachte das Orchester erneut ein griechisches Lied, Never on Sunday von Manos Hadjidakis aus dem Film Sonntags… nie!, in die Top 40. Nach diesen Erfolgen konnte die Identität Manuels mit Geoff Love nicht mehr, wie eigentlich beabsichtigt, geheim gehalten werden. 1966 war es erneut ein Filmthema – Maurice Jarres Somewhere My Love (eigentlich Lara’s Theme, deutsch auch „Schiwago-Melodie“) aus Doktor Schiwago – das Manuel alias Geoff Love einen weiteren Hit bescherte. Unter Loves Kompositionen ist die Titelmelodie der britischen Fernsehserie Schütze dieses Haus, die von 1971 bis 1976 ausgestrahlt wurde.
Im Jahr 1971 erreichten eine Langspielplatte als Manuel & the Music of the Mountains (This Is Manuel, eine Kompilation seiner größten Hits) und drei LPs unter Geoff Loves richtigem Namen die britischen Albumcharts. Auf diesen drei Alben hatte er weitere bekannte Themen neu interpretiert: Melodien aus Kriegs-, Western- und Liebesfilmen. Ebenfalls im Jahr 1971 nahm er die LP Carnival auf, mit der er fünf Jahre später seinen größten Charterfolg feierte. Darauf fanden sich neben seinem Hit The Honeymoon Song Standards wie La mer, Guantanamera, The White Rose of Athens („Weiße Rosen aus Athen“) und Zambezi. Nach der Wiederveröffentlichung stieg sie 1976 bis auf Platz drei der britischen Albumcharts, den sie zwei Wochen lang halten konnte. Dieser Erfolg ging zeitlich einher mit dem Erfolg der aus dem Album ausgekoppelten Single Rodrigo’s Guitar Concerto de Aranjuez (Theme from 2nd Movement).
Rodrigo’s Guitar Concerto de Aranjuez stieg im Januar 1976 in die Top 50 ein und kletterte in den nächsten zwei Wochen in die Top Ten. In der Chartwoche, die am 21. Februar 1976 endete, schien die Single für kurze Zeit sogar ein Nummer-eins-Hit zu sein. Johnnie Walker, Discjockey bei der BBC, verkündete am 17. Februar 1976 mittags in BBC Radio 1 die neuen Wochencharts mit Loves Titel auf Platz eins. Doch bei der Topplatzierung handelte es sich um einen Computerfehler, wie die Verantwortlichen des British Market Research Bureau drei Stunden später bekanntgaben. Stattdessen hatten die Four Seasons mit December ’63 (Oh What a Night) die Spitzenposition erklommen; Manuel and the Music of the Mountains wurden auf Platz vier zurückgestuft. Zwar konnte die Single in der folgenden Woche noch einen Platz weiter steigen, doch mit dem dritten Platz hatte sie ihre höchste Chartposition erreicht.
Im Laufe der Jahrzehnte benutzte Love weitere unterschiedliche Namen für seine Veröffentlichungen. Neben Geoff Love & His Orchestra und Manuel and His Music of the Mountains gab es Tonträger von Geoff Love, His Orchestra and Singers, Geoff Love Music, Geoff Love’s Rhythm und Geoff Love’s Big Disco Sound. In den 1970er Jahren rief er Billy’s Banjo Band (später umbenannt in Geoff Love’s Banjo Band) ins Leben. In Deutschland wurden Alben von Geoff Love und sein Orchester veröffentlicht; auf einem Album „Die schönsten Melodien aus Fernsehen und Film“ finden sich mehrere Stücke von Geoff Love und sein großes Film-Orchester. Gemeinsam mit Mrs Mills, deren Alben auf dem Label Music for Pleasure er produzierte, nahm er 1975 eine LP mit Duetten unter dem Titel Glad with Love auf.

## Rezeption
Das Dictionary of National Biography nennt Love einen „unverhohlenen Populisten, der es genoss, melodische und unumstrittene Arrangements von Musikstücken zu schaffen, die sich verkauften“.
Filmkomponist François Evans gibt an, dass Loves Musik großen Einfluss auf sein eigenes Werk gehabt habe. Speziell die Disco-beeinflussten Arrangements auf den beiden Langspielplatten Star Wars and Other Space Themes  und Close Encounters of the Third Kind and Other Disco Galactic Themes aus dem Jahr 1978 nennt er als Beispiel dafür, dass Love „ein talentierter Arrangeur [war], der wusste, wie er ein Musikstück zu respektieren hatte und wie er es zum Glänzen bringen konnte“.
Love selbst sah sein Werk pragmatisch:

„Ich spiele nicht für Musiker oder Hörer von Jazzmusik; ich spiele für Otto Normalverbraucher.“

## Privates
Geoffrey Love wurde 1917 im englischen Todmorden geboren. Sein Vater war der Afroamerikaner Thomas Edward Love, genannt „Kidd“, der als Tänzer und Gitarrist erfolgreich war; seine englische Mutter Frances Helen Love, geborene Maycock, war Schauspielerin und Sängerin bei einer Wanderbühne. Die Familie tourte mit dem Theater durch Großbritannien. Als „Kidd“ Love starb, war Geoffrey Love gerade sechs Jahre alt; mit seiner Mutter und seiner Schwester lebte er anschließend bei der Großmutter in Todmorden. Seine Arbeit in einer Kraftfahrzeugwerkstatt gab er mit 17 Jahren auf, um die Musik zum Beruf zu machen. 1942 heiratete er seine Frau Joy, die als Organisatorin seines Berufsleben galt. Mit ihr hatte er zwei Söhne; der ältere, Adrian Love, wurde ein bekannter Rundfunkmoderator. Der erfolgreiche Bandleader wird als „freundlich, großzügig und geistreich“ und als „bei Kollegen beliebt“ beschrieben, wobei er stets „pedantisch auf Disziplin, Professionalität und Pünktlichkeit“ achtete.

## Geoff Loves Originalalben als „Manuel and the Music of the Mountains“
- The Music of the Mountains (1960)
- Mountain Carnival (1961)
- Ecstasy (1963)
- Mountain Fiesta (1964)
- Exotica (1965)
- Blue Waters (1966)
- Sunrise, Sunset (1967)
- Beyond the Mountains (1967)
- Mirage (1968)
- Magic Fountains (1968)
- Reflections (1969)
- Manuel and the Music of the Masters (1969)
- Manuel and the Music of the Movies (1970)
- Cascade (1971)
- Carnival (1971)
- Manuel Meets Pepe Jaramillo (1971)
- Mardi Gras (1972)
- The Sun, the Sea and the Sky (1972)
- Horizons (1973)
- Shangri-La (1973)
- More Manuel (1973, UK: Silber)
- Y Viva España (1974)
- El Bimbo (1975)
- Masquerade (1976)
- The Very Best Of Manuel (1976, UK: Silber)
- Mountain Fire (1977)
- The Music of Manuel (1978)
- The Magic of Manuel (1978)
- Super Natural (1979)
- Viva Manuel (1979)
- Fiesta (1980)
- Fantasy (1981)